# Remo Ceserani
Remo Ceserani (Soresina, 22 novembre 1933 – Viareggio, 31 ottobre 2016) è stato un critico letterario italiano, uno dei maggiori studiosi di letterature comparate e di teoria della letteratura.

## Biografia
Laureato all'Università Statale di Milano con Mario Fubini, frequentò poi la scuola di dottorato della Yale University quale allievo di René Wellek. Insegnò in diverse università italiane e straniere, tra cui l'università di Pisa, l'University of California, Berkeley, la Brown University, la Harvard University, l'università di Melbourne, l'università di Essen, l'università di Tübingen, l'università di Aarhus (Danimarca), l'ETH di Zurigo, la Stanford University e l'Università di San Paolo (Brasile).
Fu anche traduttore dall'inglese e pubblicò, oltre a diverse decine di saggi d'argomento letterario (soprattutto su naturalismo, fantastico, postmoderno e chiavi teoriche di interpretazione del letterario), un'antologia scolastica che esce dai suoi confini solo didattici: Il materiale e l'immaginario, in 10 volumi (con la collaborazione di Lidia De Federicis).
Curò opere di Ludovico Ariosto, Ferdinando Neri, Arrigo Boito e Giosuè Carducci. Fu membro del comitato di direzione di riviste quali "Giornale storico della letteratura italiana" (1963-76), "L'asino d'oro" (Torino, 1991-94), "Italica" (Columbus, dal 1998), "Spunti e ricerche" (Melbourne, dal 1984), "Esperienze letterarie" (Roma, dal 1998), Matraga”
(Rio de Janeiro, dal 1998), “Arcadia” (Tübingen, dal 2000), “Trame di letteratura comparata” (Cassino, 2000-2004), “Journal of Gadda studies” (dal 2000), “Interculturalidad & Traducción” (León, dal 2005), “Horizonte” (Stuttgart, dal 2003), “L'immagine riflessa” (Genova, dal 2008), “Moderna” (Pisa, dal 2008), “1616. Sociedad Española de literatura general y comparada” (Madrid, dal 2009), “Quaderni di italianistica” (Canada, dal 2010), “Italies” (Aix-en-Provence dal 2011), “Torre di Babele” (Parma, dal 2011), “Between” (Cagliari, dal 2011), “Transportcross” (Bologna, dal 2012). Collaborò a giornali come "il manifesto", periodici come "L'indice" e a numerose riviste. Tenne una rubrica fissa su "Aracne" (Messa a fuoco), "La ricerca" (Convergenze) e "L'immaginazione" (A pie' di pagina).
Fu membro del Comitato Nazionale per il V centenario della prima pubblicazione dell'Orlando Furioso, istituito nel 2015 dal Ministro Dario Franceschini.
Diresse inoltre collane editoriali come "La porta di corno" (Nistri-Lischi), "Il passo del cavallo" (Loescher), "Alfabeto Letterario" (Laterza), "Il gioco delle parti" (Sellerio), "La cifra nel tappeto" (Manni). Dal 1994 al 1999 era stato presidente dell'Associazione per lo studio di teoria e storia comparata della letteratura.
Tra i suoi allievi a Pisa, Paolo Zanotti.
Morì a Viareggio il 31 ottobre 2016 all'età di 82 anni. Come da lui disposto nel testamento, circa quattromila volumi della sua biblioteca sono stati donati come fondo speciale alla Biblioteca della Scuola Normale Superiore; sempre per sua decisione, la parte restante è stata destinata alla biblioteca comunale di Soresina.

## Opere
- cura di Giovanni Boccaccio,  Decameron, 2 voll., Novara, De Agostini, 1958
- cura di Ludovico Ariosto, Orlando Furioso, 2 voll., Torino, UTET, 1962
- cura di Ferdinando Neri, Saggi, presentazione di Mario Fubini, Milano, Bompiani, 1964
- cura di Centouno capolavori della Letteratura Italiana classica, Milano, Bompiani, 1966
- cura di Giosuè Carducci, Poesie e prose scelte, Firenze, La nuova Italia, 1968 (con Mario Fubini)
- Argilla. Interpretazione di un racconto di James Joyce, Napoli, Guida, 1975
- Il materiale e l'immaginario. Laboratorio di analisi dei testi e di lavoro critico, Torino, Loescher, 1978-1980 e successive in varie edizioni anche ridotte (10 voll., con Lidia De Federicis)
- Breve viaggio nella critica americana, Pisa, ETS, 1984
- La bestia umana di Émile Zola, Torino, Loescher, 1989
- Raccontare la letteratura, Torino, Bollati Boringhieri, 1990
- Il romanzo sui pattini, Ancona, Transeuropa, 1990
- cura di Théophile Gautier, Racconti fantastici, Milano, Mondadori, 1991
- Treni di carta. L'immaginario in ferrovia: l'irruzione del treno nella letteratura moderna, Genova, Marietti, 1993; Torino, Bollati Boringhieri, 2002
- Viaggio in Italia del dottor Dapertutto. Attraverso vizi (e virtù) degli intellettuali, Bologna, Il Mulino, 1996 (romanzo)
- Il fantastico, Bologna, Il Mulino, 1996
- Critica e storia letteraria, in Franco Brioschi e Costanzo Di Girolamo (a cura di), Manuale di letteratura italiana, Torino, Bollati-Boringhieri, 1966, vol. IV, pp. 886–908
- Storicizzare, in Mario Lavagetto (a cura di), Il testo letterario, Bari, Laterza, 1996, pp. 79–102
- Raccontare il postmoderno, Torino, Bollati Boringhieri 1997
- Lo straniero, Bari-Roma, Laterza, "Alfabeto Letterario", 1998
- Guida allo studio della letteratura, Roma-Bari, Laterza, 1999, 2002²
- Letteratura e cultura di fine secolo e del primo Novecento, in Enrico Malato (a cura di), Storia della letteratura italiana, vol. VIII: Tra l'Otto e il Novecento, Roma, Salerno Editore, 1999, pp. 777–831
- cura di Libro di Giobbe, Palermo, Sellerio, 2000
- cura di L'intreccio delle circostanze: antologia di racconti giudiziari, Palermo, Sellerio, 2001
- Studi di letterature comparate in onore di Remo Ceserani, Manziana, Vecchiarelli, 2003 (2 voll.)
- cura di Theodor Fontane, Sotto il pero, Palermo, Sellerio, 2004
- Il testo narrativo: istruzioni per la lettura e l'interpretazione, Bologna, Il Mulino, 2005 (con Andrea Bernardelli)
- Il testo poetico, Bologna, Il Mulino, 2005
- cura di Dizionario dei temi letterari, Milano, Garzanti, 2007 (3 voll., con Mario Domenichelli e Pino Fasano)
- cura di Nebbia, Torino, Einaudi, 2009 (con Umberto Eco)
- Convergenze: gli strumenti letterari e le altre discipline, Milano, Bruno Mondadori, 2010
- Tre saggi su Thomas Hardy, Roma, Bulzoni, 2010 (con Ian Duncan e Enrica Villari, a cura di Paolo Pepe)
- L'occhio della Medusa: fotografia e letteratura, Torino: Bollati Boringhieri, 2011
- La letteratura nell'età globale, Bologna: Il Mulino, 2012 (con Giuliana Benvenuti)
- Il fantastico e l'immaginario postmoderno, in Roberto Colonna (a cura di), Il fantastico. Tradizioni a confronto, Salerno, Edizioni Arcoiris, 2014

### Traduzioni
- Joseph Heller, Comma 22, Collana i Delfini, Milano, Bompiani, 1963.
- Evelyn Waugh, Resa incondizionata (Unconditional Surrender, 1961), Milano, Bompiani, 1963; Milano, Club degli Editori, 1963; Milano, Guanda, 2009; Milano, Bompiani, 2013.
- Ernest Hatch Wilkins, Vita del Petrarca, "La formazione del Canzoniere", a cura di R. Ceserani, Collezione Critica e filologia n.2, Milano, Feltrinelli, 1964.
- D. H. Lawrence, La corona, Milano, SE, 1985.